# CEV Challenge Cup 2011–2012 (damer)
CEV Challenge Cup 2011-2012 spelades mellan 8 oktober 2011 och 1 april 2012. Det var den 32:a upplagan av tävlingen och 52 lag från CEV:s medlemsförbund deltog. Lokomotiv Baku vann tävlingen för första gången genom att besegraf Bakı VK i finalen. Nancy Meendering utsågs till mest värdefulla spelare.

## Deltagande lag
| - İlbank SK - Bakı VK - Lokomotiv Baku - OK Radnički - OK Vizura - VK Slávia EU Bratislava - Bratislavský VK - ŽOK Jedinstvo Brčko - Gwardia Wrocław - VK Královo Pole - CS Dinamo București - Újpesti TE - Vasas SC | - Nilüfer BSK - Engelholms VS - Évreux VB - Anorthosis Famagusta - VDK Gent - Istres Ouest Provence VB - OK Kamnik - Katrineholms VK - ATSC Klagenfurt - Volley Köniz - TI-Volley - Entente Sportive Le Cannet-Rocheville - AEL Limassol | - ASKÖ Linz-Steg - OK Vital - CS Madeira - AO Markópoulo - CV Ciutadella - Volleyball Franches-Montagnes - Jinestra Odesa - Olympiakos SFP - VK Omitjka - Hermes Volley Oostende - Oriveden Ponnistus - VC Unic Piatra Neamț - VK Maritsa | - CD Ribeirense - ŽOK Rijeka - Hapoel Kfar Saba - VC Kanti - VK Sieverodontjanka - Maccabi Haifa - Sliedrecht Sport - ŽOK Split 1700 - VfB 91 Suhl - CSU Târgu Mureș - ŽOK Vukovar - VC Weert - VK Chimik |

## Första omgången

### Match 1
| 8 oktober 2011 Sports Games Palace, Baku Speltid: 0h:56 - Åskådare: 500        | Bakı VK                 | 3 - 0 | Anorthosis Famagusta | 25-7, 25-7, 25-8           |
| 9 oktober 2011 Duveholmshallen, Katrineholm Speltid: 1h:41 - Åskådare: 130     | Katrineholms VK         | 3 - 1 | OK Vital             | 27-25, 25-14, 23-25, 25-12 |
| 16 oktober 2011 Metrowest Sport Palace, Raanana Speltid: 1h:41 - Åskådare: 620 | VK Doprastav Bratislava | 1 - 3 | Hapoel Kfar Saba     | 23-25, 20-25, 25-22, 23-25 |
| 9 oktober 2011 Atatürk Sports Hall, Bursa Speltid: 0h:59 - Åskådare: 750       | Nilüfer BSK             | 3 - 0 | Újpesti TE           | 25-12, 25-14, 25-13        |
| 9 oktober 2011 Kungsgårdshallen, Ängelholm Speltid: 1h:30 - Åskådare: 301      | Engelholms VS           | 1 - 3 | VC Kanti             | 25-19, 13-25, 17-25, 12-25 |

### Match 2
| 9 oktober 2011 Anorthosis Famagusta S. C., Limassol Speltid: 0h:56 - Åskådare: 500 | Anorthosis Famagusta | 0 - 3 | Bakı VK                 | 10-25, 9-25, 16-25                   |
| 16 oktober 2011 Sportna Dvorana Krim, Ljubljana Speltid: 1h:50 - Åskådare: 70      | OK Vital             | 1 - 3 | Katrineholms VK         | 24-26, 22-25, 25-21, 22-25           |
| 17 oktober 2011 Metrowest Sport Palace, Kfar Saba Speltid: 1h:30 - Åskådare: 750   | Hapoel Kfar Saba     | 0 - 3 | VK Doprastav Bratislava | 21-25, 15-25, 27-29 Golden set: 15-9 |
| 15 oktober 2011 Vasas Sportcsarnok, Budapest Speltid: 1h:08 - Åskådare: 100        | Újpesti TE           | 0 - 3 | Nilüfer BSK             | 12-25, 16-25, 23-25                  |
| 15 oktober 2011 Schweizersbild, Schaffhausen Speltid: 1h:29 - Åskådare: 425        | VC Kanti             | 3 - 1 | Engelholms VS           | 25-18, 25-10, 20-25, 25-13           |

### Kvalificerade lag
- Bakı VK
- Nilüfer BSK
- Katrineholms VK
- Hapoel Kfar Saba
- VC Kanti

## Andra omgången

### Match 1
| 30 november 2011 Oberstufenzentrum, Köniz Speltid: 1h:11 - Åskådare: 410                           | Volley Köniz            | 3 - 0 | CS Madeira           | 25-18, 25-15, 25-19               |
| 30 november 2011 Sporthal de Stoep, Sliedrecht Speltid: 1h:10 - Åskådare: 950                      | Sliedrecht Sport        | 3 - 0 | Hapoel Kfar Saba     | 25-18, 25-12, 25-20               |
| 30 november 2011 Dvorana Mladost, Rijeka Speltid: 1h:48 - Åskådare: 450                            | ŽOK Rijeka              | 3 - 2 | Oriveden Ponnistus   | 17-25, 18-25, 25-22, 25-20, 16-14 |
| 30 november 2011 Pavelló Municipal d'Esports, Ciutadella de Menorca Speltid: 1h:36 - Åskådare: 500 | CV Ciutadella           | 3 - 1 | CSU Târgu Mureș      | 25-19, 21-25, 25-20, 25-15        |
| 30 november 2011 Mister V-Arena, Oostende Speltid: 2h:15 - Åskådare: 1000                          | Hermes Volley Oostende  | 3 - 2 | AO Markópoulo        | 30-28, 23-25, 25-19, 24-26, 15-13 |
| 30 november 2011 Sporthalle Wolfsgrube, Suhl Speltid: 1h:12 - Åskådare: 1100                       | VfB 91 Suhl             | 3 - 0 | TI-Volley            | 25-15, 25-15, 25-22               |
| 1º december 2011 Sports Games Palace, Baku Speltid: 1h:38 - Åskådare: 800                          | Bakı VK                 | 3 - 1 | Évreux VB            | 25-15, 18-25, 25-20, 25-11        |
| 30 november 2011 Duveholmshallen, Katrineholm Speltid: 0h:0 - Åskådare: 0                          | Katrineholms VK         | 3 - 0 | Jinestra Odesa       | 25-0, 25-0, 25-0                  |
| 29 november 2011 Športová hala Mladosť, Bratislava Speltid: 1h:48 - Åskådare: 250                  | VK Slávia EU Bratislava | 3 - 1 | VC Unic Piatra Neamț | 13-25, 25-22, 25-23, 25-20        |
| 30 november 2011 Bourgoyen, Gent Speltid: 1h:12 - Åskådare: 600                                    | VDK Gent                | 3 - 0 | Nilüfer BSK          | 25-23, 25-15, 25-17               |
| 30 november 2011 Schweizersbild, Schaffhausen Speltid: 1h:19 - Åskådare: 415                       | VC Kanti                | 3 - 0 | CD Ribeirense        | 25-19, 25-23, 25-21               |
| 29 november 2011 Sporthalle Lerchenfeld, Klagenfurt Speltid: 1h:26 - Åskådare: 200                 | ATSC Klagenfurt         | 1 - 3 | VC Weert             | 25-15, 22-25, 16-25, 15-25        |
| 7 december 2011 LTV AEL, Limassol Speltid: 1h:00 - Åskådare: 300                                   | VK Omitjka              | 3 - 0 | AEL Limassol         | 25-14, 25-15, 25-16               |
| 30 november 2011 Športna dvorana, Kamnik Speltid: 1h:48 - Åskådare: 400                            | OK Kamnik               | 3 - 1 | VK Sieverodontjanka  | 25-20, 25-23, 21-25, 25-22        |
| 30 november 2011 Vasas Sportcsarnok, Budapest Speltid: 1h:03 - Åskådare: 350                       | Vasas SC                | 0 - 3 | Lokomotiv Baku       | 21-25, 11-25, 9-25                |
| 29 november 2011 Hala Orbita, Wrocław Speltid: 1h:14 - Åskådare: 1235                              | Gwardia Wrocław         | 3 - 0 | VK Maritsa           | 25-10, 25-21, 25-23               |

### Match 2
| 7 december 2011 Pavilhao da Levada, Funchal Speltid: 1h:13 - Åskådare: 350            | CS Madeira           | 0 - 3 | Volley Köniz            | 21-25, 24-26, 12-25                                |
| 7 december 2011 Metrowest Sport Palace, Raanana Speltid: 1h:46 - Åskådare: 320        | Hapoel Kfar Saba     | 2 - 3 | Sliedrecht Sport        | 23-25, 25-18, 12-25, 25-14, 11-15                  |
| 7 december 2011 Oriveden liikuntahalli, Orivesi Speltid: 2h:18 - Åskådare: 471        | Oriveden Ponnistus   | 3 - 2 | ŽOK Rijeka              | 25-23, 18-25, 24-26, 25-20, 15-4 Golden set: 18-20 |
| 7 december 2011 Sala Sporturilor, Târgu Mureș Speltid: 1h:16 - Åskådare: 400          | CSU Târgu Mureș      | 3 - 0 | CV Ciutadella           | 25-18, 25-12, 25-18 Golden set: 15-11              |
| 7 december 2011 Municipality Stadium, Markópoulo Speltid: 1h:28 - Åskådare: 700       | AO Markópoulo        | 3 - 0 | Hermes Volley Oostende  | 25-13, 25-9, 26-24 Golden set: 16-14               |
| 7 december 2011 Universitätssporthalle, Innsbruck Speltid: 1h:16 - Åskådare: 300      | TI-Volley            | 0 - 3 | VfB 91 Suhl             | 24-26, 14-25, 13-25                                |
| 7 december 2011 Salle Jean Fourre, Évreux Speltid: 1h:16 - Åskådare: 1400             | Évreux VB            | 0 - 3 | Bakı VK                 | 16-25, 15-25, 20-25                                |
| 7 december 2011 FSK Olymp, Juzjne Speltid: 0h:0 - Åskådare: 0                         | Jinestra Odesa       | 0 - 3 | Katrineholms VK         | 0-25, 0-25, 0-25                                   |
| 7 december 2011 Sala Polivalentă, Piatra Neamț Speltid: 1h:22 - Åskådare: 2000        | VC Unic Piatra Neamț | 3 - 0 | VK Slávia EU Bratislava | 25-23, 25-16, 25-21 Golden set: 15-6               |
| 7 december 2011 Atatürk Sports Hall, Bursa Speltid: 1h:45 - Åskådare: 710             | Nilüfer BSK          | 3 - 1 | VDK Gent                | 25-16, 14-25, 25-20, 25-16 Golden set: 11-15       |
| 8 december 2011 Pavilhão da EB, Madalena Speltid: 2h:09 - Åskådare: 150               | CD Ribeirense        | 3 - 1 | VC Kanti                | 25-23, 20-25, 25-12, 25-22 Golden set: 17-15       |
| 7 december 2011 Sporthal Aan De Bron, Weert Speltid: 1h:01 - Åskådare: 500            | VC Weert             | 3 - 0 | ATSC Klagenfurt         | 25-10, 25-7, 25-21                                 |
| 8 december 2011 LTV AEL, Limassol Speltid: 1h:02 - Åskådare: 250                      | AEL Limassol         | 0 - 3 | VK Omitjka              | 15-25, 18-25, 19-25                                |
| 7 december 2011 Ice Palace of Sports, Sievjerodonetsk Speltid: 1h:28 - Åskådare: 1349 | VK Sieverodontjanka  | 3 - 0 | OK Kamnik               | 25-15, 25-21, 25-22 Golden set: 12-15              |
| 8 december 2011 Sports Games Palace, Baku Speltid: 1h:09 - Åskådare: 1000             | Lokomotiv Baku       | 3 - 0 | Vasas SC                | 25-22, 25-11, 25-18                                |
| 7 december 2011 Arena Samokov, Samokov Speltid: 1h:13 - Åskådare: 100                 | VK Maritsa           | 0 - 3 | Gwardia Wrocław         | 22-25, 18-25, 16-25                                |

### Kvalificerade lag
| - Lokomotiv Baku - Bakı VK - Gwardia Wrocław - VDK Gent - OK Kamnik - Katrineholms VK - Volley Köniz - AO Markópoulo | - VK Omitjka - VC Unic Piatra Neamț - CD Ribeirense - ŽOK Rijeka - Sliedrecht Sport - VfB 91 Suhl - CSU Târgu Mureș - VC Weert |

## Sextondelsfinaler

### Match 1
| 11 januari 2012 Sporthalle Wolfsgrube, Suhl Speltid: 1h:09 - Åskådare: 1100           | VfB 91 Suhl                           | 3 - 0 | Maccabi Haifa        | 25-20, 25-15, 25-22               |
| 11 januari 2012 Georg von Peuerbach Gymnasium, Linz Speltid: 1h:59 - Åskådare: 300    | ASKÖ Linz-Steg                        | 2 - 3 | Volley Köniz         | 17-25, 25-19, 25-15, 21-25, 13-15 |
| 10 januari 2012 SH Radnicki, Belgrad Speltid: 1h:40 - Åskådare: 300                   | OK Radnički                           | 1 - 3 | CSU Târgu Mureș      | 15-25, 25-22, 16-25, 20-25        |
| 11 januari 2012 Športna dvorana, Kamnik Speltid: 1h:41 - Åskådare: 250                | OK Kamnik                             | 1 - 3 | İller Bankası        | 22-25, 26-24, 12-25, 21-25        |
| 11 januari 2012 Sports Games Palace, Baku Speltid: 1h:07 - Åskådare: 1000             | Bakı VK                               | 3 - 0 | Apollon Limassol     | 25-20, 25-19, 25-13               |
| 11 januari 2012 Halle Polyvalente, Istres Speltid: 1h:31 - Åskådare: 250              | Istres Ouest Provence VB              | 3 - 1 | ŽOK Rijeka           | 25-17, 18-25, 25-11, 25-18        |
| 11 januari 2012 Sporthal Aan De Bron, Weert Speltid: 1h:49 - Åskådare: 500            | VC Weert                              | 3 - 1 | ŽOK Jedinstvo Brčko  | 25-21, 27-25, 22-25, 25-17        |
| 11 januari 2012 A. C. C. 'V. Blinov, Omsk Speltid: 1h:09 - Åskådare: 2500             | VK Omitjka                            | 3 - 0 | CS Dinamo București  | 25-23, 26-24, 25-14               |
| 11 januari 2012 Bourgoyen, Gent Speltid: 1h:14 - Åskådare: 460                        | VDK Gent                              | 3 - 0 | Olympiakos SFP       | 25-21, 25-21, 25-21               |
| 11 januari 2012 Gymnase Maillan, Le Cannet Speltid: 1h:15 - Åskådare: 190             | Entente Sportive Le Cannet-Rocheville | 3 - 0 | AO Markópoulo        | 25-16, 25-23, 25-19               |
| 10 januari 2012 Sportska Dvorana Borovo, Vukovar Speltid: 1h:16 - Åskådare: 500       | ŽOK Vukovar                           | 0 - 3 | Gwardia Wrocław      | 28-30, 16-25, 20-25               |
| 11 januari 2012 Centre Sportif La Blancherie, Delémont Speltid: 1h:44 - Åskådare: 850 | Volleyball Franches-Montagnes         | 3 - 1 | VC Unic Piatra Neamț | 26-24, 26-28, 25-20, 25-15        |
| 11 januari 2012 Sportski centar Vizura, Belgrad Speltid: 1h:29 - Åskådare: 600        | OK Vizura                             | 3 - 1 | Katrineholms VK      | 25-16, 22-25, 25-19, 25-19        |
| 11 januari 2012 Spaladium Arena, Split Speltid: 1h:16 - Åskådare: 250                 | ŽOK Split 1700                        | 0 - 3 | Lokomotiv Baku       | 18-25, 21-25, 15-25               |
| 11 januari 2012 Pavilhão da EB, Madalena Speltid: 1h:43 - Åskådare: 200               | CD Ribeirense                         | 1 - 3 | VK Královo Pole      | 20-25, 25-19, 24-26, 15-25        |
| 11 januari 2012 Sporthal de Stoep, Sliedrecht Speltid: 1h:50 - Åskådare: 900          | Sliedrecht Sport                      | 3 - 2 | VK Chimik            | 25-19, 25-13, 24-26, 18-25, 15-8  |

### Match 2
| 18 januari 2012 Ben Tsvi Hall, Haifa Speltid: 1h:07 - Åskådare: 200                | Maccabi Haifa        | 0 - 3 | VfB 91 Suhl                           | 12-25, 17-25, 16-25                                 |
| 18 januari 2012 Oberstufenzentrum, Köniz Speltid: 1h:07 - Åskådare: 710            | Volley Köniz         | 3 - 0 | ASKÖ Linz-Steg                        | 25-12, 25-19, 25-17                                 |
| 18 januari 2012 Sala Sporturilor, Târgu Mureș Speltid: 1h:14 - Åskådare: 500       | CSU Târgu Mureș      | 3 - 0 | OK Radnički                           | 25-22, 25-16, 25-20                                 |
| 17 januari 2012 TVF SC Baskent Sports Hall, Ankara Speltid: 1h:05 - Åskådare: 1000 | İller Bankası        | 3 - 0 | OK Kamnik                             | 25-16, 25-16, 25-18                                 |
| 18 januari 2012 Apollon Hall, Limassol Speltid: 0h:59 - Åskådare: 100              | Apollon Limassol     | 0 - 3 | Bakı VK                               | 15-25, 17-25, 13-25                                 |
| 17 januari 2012 Dvorana Mladost, Rijeka Speltid: 2h:02 - Åskådare: 450             | ŽOK Rijeka           | 3 - 1 | Istres Ouest Provence VB              | 18-25, 33-31, 25-21, 26-24 Golden set: 15-13        |
| 18 januari 2012 Sportska Dvorana Magnet, Brčko Speltid: 2h:16 - Åskådare: 900      | ŽOK Jedinstvo Brčko  | 3 - 2 | VC Weert                              | 21-25, 25-19, 23-25, 25-17, 15-10 Golden set: 13-15 |
| 18 januari 2012 Sala Polivalentă, Bukarest Speltid: 1h:58 - Åskådare: 800          | CS Dinamo București  | 2 - 3 | VK Omitjka                            | 20-25, 23-25, 25-21, 25-22, 3-15                    |
| 17 januari 2012 Melina Merkourī Hall, Rentis Speltid: 1h:09 - Åskådare: 100        | Olympiakos SFP       | 0 - 3 | VDK Gent                              | 16-25, 16-25, 22-25                                 |
| 18 januari 2012 Municipality Stadium, Markópoulo Speltid: 1h:43 - Åskådare: 500    | AO Markópoulo        | 1 - 3 | Entente Sportive Le Cannet-Rocheville | 29-27, 13-25, 22-25, 16-25                          |
| 17 januari 2012 Hala Orbita, Wrocław Speltid: 2h:12 - Åskådare: 300                | Gwardia Wrocław      | 3 - 2 | ŽOK Vukovar                           | 25-21, 27-29, 23-25, 25-9, 15-12                    |
| 18 januari 2012 Sala Polivalentă, Piatra Neamț Speltid: 2h:08 - Åskådare: 2200     | VC Unic Piatra Neamț | 3 - 2 | Volleyball Franches-Montagnes         | 18-25, 20-25, 25-19, 25-23, 15-10 Golden set: 6-15  |
| 18 januari 2012 Duveholmshallen, Katrineholm Speltid: 1h:12 - Åskådare: 350        | Katrineholms VK      | 0 - 3 | OK Vizura                             | 24-26, 18-25, 15-25                                 |
| 18 januari 2012 Sports Games Palace, Baku Speltid: 1h:04 - Åskådare: 800           | Lokomotiv Baku       | 3 - 0 | ŽOK Split 1700                        | 25-15, 25-10, 25-18                                 |
| 17 januari 2012 Mestska Hala Vodova, Brno Speltid: 1h:18 - Åskådare: 300           | VK Královo Pole      | 3 - 0 | CD Ribeirense                         | 25-19, 25-22, 25-17                                 |
| 18 januari 2012 FSK Olymp, Juzjne Speltid: 1h:19 - Åskådare: 1100                  | VK Chimik            | 3 - 0 | Sliedrecht Sport                      | 25-21, 25-17, 25-17 Golden set: 15-7                |

### Kvalificerade lag
| - İlbank SK - Lokomotiv Baku - Bakı VK - OK Vizura - Gwardia Wrocław - VK Královo Pole - VDK Gent - Volley Köniz | - Entente Sportive Le Cannet-Rocheville - Volleyball Franches-Montagnes - VK Omitjka - ŽOK Rijeka - VfB 91 Suhl - CSU Târgu Mureș - VC Weert - VK Chimik |

## Åttondelsfinaler

### Match 1
| 1º februari 2012 Sporthalle Wolfsgrube, Suhl Speltid: 1h:56 - Åskådare: 1000       | VfB 91 Suhl     | 2 - 3 | Volley Köniz                          | 18-25, 21-25, 25-21, 25-21, 11-15 |
| 1º februari 2012 TVF SC Baskent Sports Hall, Ankara Speltid: 1h:13 - Åskådare: 200 | İller Bankası   | 3 - 0 | CSU Târgu Mureș                       | 25-11, 25-20, 25-20               |
| 2 februari 2012 Sports Games Palace, Baku Speltid: 1h:06 - Åskådare: 450           | Bakı VK         | 3 - 0 | ŽOK Rijeka                            | 25-14, 25-16, 25-21               |
| 1º februari 2012 Sporthal Aan De Bron, Weert Speltid: 1h:20 - Åskådare: 1100       | VC Weert        | 0 - 3 | VK Omitjka                            | 23-25, 22-25, 26-28               |
| 1º februari 2012 Bourgoyen, Gent Speltid: 1h:04 - Åskådare: 710                    | VDK Gent        | 3 - 0 | Entente Sportive Le Cannet-Rocheville | 25-14, 25-19, 25-20               |
| 31 januari 2012 Hala Orbita, Wrocław Speltid: 1h:23 - Åskådare: 500                | Gwardia Wrocław | 3 - 0 | Volleyball Franches-Montagnes         | 25-22, 26-24, 25-23               |
| 1º februari 2012 Sports Games Palace, Baku Speltid: 1h:30 - Åskådare: 1000         | Lokomotiv Baku  | 3 - 1 | OK Vizura                             | 25-20, 25-18, 22-25, 25-18        |
| 2 februari 2012 Mestska Hala Vodova, Brno Speltid: 1h:50 - Åskådare: 250           | VK Královo Pole | 3 - 2 | VK Chimik                             | 18-25, 27-25, 25-17, 21-25, 15-9  |

### Match 2
| 8 februari 2012 Oberstufenzentrum, Köniz Speltid: 2h:13 - Åskådare: 840               | Volley Köniz                          | 2 - 3 | VfB 91 Suhl     | 17-25, 17-25, 25-19, 26-24, 12-15 Golden set: 11-15 |
| 8 februari 2012 Sala Sporturilor, Târgu Mureș Speltid: 1h:18 - Åskådare: 800          | CSU Târgu Mureș                       | 0 - 3 | İller Bankası   | 23-25, 21-25, 21-25                                 |
| 8 februari 2012 Dvorana Mladost, Rijeka Speltid: 1h:06 - Åskådare: 400                | ŽOK Rijeka                            | 0 - 3 | Bakı VK         | 17-25, 21-25, 18-25                                 |
| 7 februari 2012 A. C. C. 'V. Blinov, Omsk Speltid: 1h:09 - Åskådare: 2200             | VK Omitjka                            | 3 - 0 | VC Weert        | 25-14, 25-20, 25-16                                 |
| 8 februari 2012 Gymnase Maillan, Le Cannet Speltid: 1h:09 - Åskådare: 600             | Entente Sportive Le Cannet-Rocheville | 0 - 3 | VDK Gent        | 20-25, 17-25, 20-25                                 |
| 9 februari 2012 Centre Sportif La Blancherie, Delémont Speltid: 1h:12 - Åskådare: 980 | Volleyball Franches-Montagnes         | 0 - 3 | Gwardia Wrocław | 13-25, 19-25, 21-25                                 |
| 8 februari 2012 Sportski centar Vizura, Belgrad Speltid: 1h:03 - Åskådare: 500        | OK Vizura                             | 0 - 3 | Lokomotiv Baku  | 18-25, 7-25, 19-25                                  |
| 9 februari 2012 FSK Olymp, Juzjne Speltid: 1h:59 - Åskådare: 1150                     | VK Chimik                             | 3 - 1 | VK Královo Pole | 25-16, 27-25, 23-25, 25-23 Golden set: 10-15        |

### Kvalificerade lag
| - İlbank SK - Lokomotiv Baku - Bakı VK - Gwardia Wrocław | - VK Královo Pole - VDK Gent - VK Omitjka - VfB 91 Suhl |

## Kvartsfinaler

### Match 1
| 22 februari 2012 TVF SC Baskent Sports Hall, Ankara Speltid: 1h:43 - Åskådare: 300 | İller Bankası   | 1 - 3 | VfB 91 Suhl    | 19-25, 31-29, 22-25, 16-25        |
| 22 februari 2012 A. C. C. 'V. Blinov, Omsk Speltid: 2h:03 - Åskådare: 2000         | VK Omitjka      | 3 - 2 | Bakı VK        | 25-20, 25-27, 27-29, 25-22, 15-11 |
| 21 februari 2012 Hala Orbita, Wrocław Speltid: 1h:52 - Åskådare: 600               | Gwardia Wrocław | 2 - 3 | VDK Gent       | 18-25, 25-18, 25-21, 21-25, 12-15 |
| 22 februari 2012 Mestska Hala Vodova, Brno Speltid: 2h:15 - Åskådare: 2000         | VK Královo Pole | 3 - 2 | Lokomotiv Baku | 30-28, 16-25, 25-20, 20-25, 15-12 |

### Match 2
| 29 februari 2012 Sporthalle Wolfsgrube, Suhl Speltid: 1h:21 - Åskådare: 1800 | VfB 91 Suhl    | 3 - 0 | İller Bankası   | 29-27, 25-18, 25-21                   |
| 28 februari 2012 Sports Games Palace, Baku Speltid: 1h:29 - Åskådare: 1500   | Bakı VK        | 3 - 0 | VK Omitjka      | 25-22, 25-19, 25-21 Golden set: 15-9  |
| 29 februari 2012 Bourgoyen, Gent Speltid: 2h:01 - Åskådare: 900              | VDK Gent       | 3 - 2 | Gwardia Wrocław | 25-23, 19-25, 25-13, 25-27, 15-12     |
| 29 februari 2012 Sports Games Palace, Baku Speltid: 1h:37 - Åskådare: 1600   | Lokomotiv Baku | 3 - 0 | VK Královo Pole | 25-19, 25-19, 25-15 Golden set: 20-18 |

### Kvalificerade lag
- Lokomotiv Baku
- Bakı VK
- VDK Gent
- VfB 91 Suhl

## Semifinaler

### Match 1
| 14 mars 2012 Sporthalle Wolfsgrube, Suhl Speltid: 1h:19 - Åskådare: 2000 | VfB 91 Suhl | 0 - 3 | Bakı VK        | 24-26, 19-25, 17-25 |
| 14 mars 2012 Bourgoyen, Gent Speltid: 1h:26 - Åskådare: 1200             | VDK Gent    | 0 - 3 | Lokomotiv Baku | 25-27, 24-26, 21-25 |

### Match 2
| 18 mars 2012 Sarhadchi Sport Olympic Center, Baku Speltid: 1h:15 - Åskådare: 2700 | Bakı VK        | 3 - 0 | VfB 91 Suhl | 25-12, 25-22, 25-17 |
| 18 mars 2012 Sarhadchi Sport Olympic Center, Baku Speltid: 1h:10 - Åskådare: 2000 | Lokomotiv Baku | 3 - 0 | VDK Gent    | 25-17, 25-22, 25-18 |

### Kvalificerade lag
- Lokomotiv Baku
- Bakı VK

## Final

### Match 1
| 28 mars 2012 Complex of Heydar Aliyev, Baku Speltid: 2h:10 - Åskådare: 4000 | Bakı VK | 2 - 3 | Lokomotiv Baku | 23-25, 23-25, 25-17, 25-15, 13-15 |

### Match 2
| 1º april 2012 Complex of Heydar Aliyev, Baku Speltid: 2h:29 - Åskådare: 5000 | Lokomotiv Baku | 2 - 3 | Bakı VK | 27-25, 19-25, 25-21, 20-25, 13-15 Golden set: 15-13 |

### Mästare
- Lokomotiv Baku